# Escola de Nova Iorque

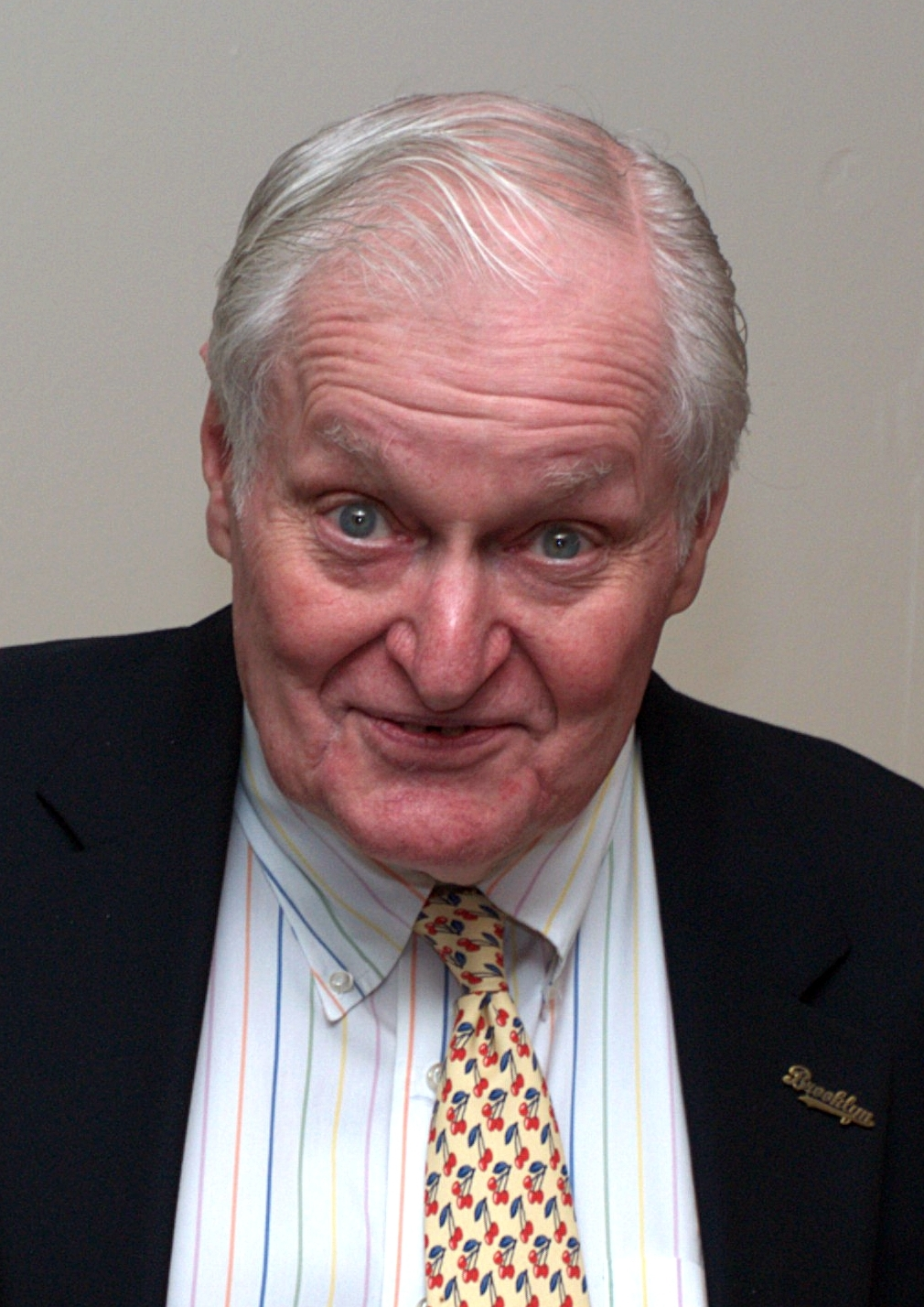
John Ashbery, em setembro de 2010.

Escola de Nova Iorque (New York School), grupo informal e associado ao chamado Expressionismo abstrato é o nome dado a um grupo de artistas dos EUA, ativo a partir de meados dos anos 40 até finais dos anos 50, de modo relativamente autônomo da Arte Europeia, e que viria a afirmar a presença norteamericana no contexto artístico mundial.
A New York School era formada por poetas, pintores, dançarinos e músicos experimentais. Resultou da influência do Surrealismo, do Cubismo e dos contemporâneos movimentos de vanguarda da arte, na pintura em particular, principalmente da influência de Max Ernst e Marcel Duchamp, emigrados nos E.U.A.
Podendo afirmar que o termo “Expressionismo Abstrato” foi, de fato, utilizado pela primeira vez, em 1919, para caracterizar a obra de Kandinsky, e que esta escola não contava apenas com elementos autóctones na formação de sua identidade, isto não impediu que a partir dos anos de 1950 a linha de frente das artes tenha mudado de endereço, de Paris para Nova Iorque.

## Poetas da New York School
O grupo fundador da Escola de Nova Iorque foi formado por John Ashbery, considerado o seu principal representante na poesia, juntamente com Frank O'Hara e Kenneth Koch.
O objetivo deste grupo de poetas era estabelecer um ponto de encontro entre o teatro, pintura, poesia e música, um denominador comum para seus temas e também uma linguagem comum. Poetas como Frank O'hara têm influência direta do dadaísmo e do surrealismo francês, mas também os artistas da escola são inspirados pelos pintores expressionistas abstratos, como Jackson Pollock, Willem de Kooning, Jasper Johns, participantes do grupo.
Os poetas mais frequentemente associados com a Escola de Nova Iorque atualmentye são John Ashbery, Frank O'Hara, Kenneth Koch, James Schuyler, Barbara Guest, Ted Berrigan, Bernadette Mayer, Alice Notley, Kenward Elmslie, Ron Padgett, Lewis Warsh, e Joseph Ceravolo.